# 태풍 우사기 (2013년)
태풍 우사기(Typhoon Usagi)는 2013년 제19호 태풍이다. 4등급의 슈퍼 태풍(SSHS)이다. 우사기는 일본에서 제출한 이름으로 별자리 중 토끼자리를 의미한다.

## 개요
태풍 우사기는 9월 17일 오전 3시에 중심기압 1000hPa, 최대풍속 18m/s, 강풍 반경 370km(남서쪽 반경), 크기 '중형'의 열대폭풍으로 필리핀 마닐라 동북동쪽 약 1,100km 부근 해상에서 발생하였다.(일본 기상청 태풍정보 기준) 발생 이후 서~서북서진하면서 급발달하였고, 9월 20일 오전 3시에 필리핀 마닐라 북동쪽 약 740km 부근 해상에서 중심기압 910hPa, 최대풍속 56m/s, 강풍 반경 560km의 세력 '맹렬함', 크기 '대형'(일본 기상청 태풍정보 기준)의 태풍으로 최성기를 맞이하였다. 최성기 이후 루손 해협을 지나면서 중화민국과 필리핀 육지와의 상호 작용으로 약화되었고, 9월 22일 오후 8시 40분경 중심기압 935hPa, 최대풍속 44m/s(일본 기상청 태풍정보 기준)의 세력으로 중화인민공화국 광둥성 산웨이 시에 상륙하였다. 상륙 이후 급속하게 약화되었고, 9월 23일 오후 3시에 중화인민공화국 잔장 북북동쪽 약 400km 부근 육상에서 중심기압 996hPa의 열대저압부로 소멸하였다. JTWC의 사후 해석으로 우사기는 1분 최대 풍속 69m/s의 4등급 슈퍼 태풍으로 바뀌었다.

## 같이 보기
- 태풍 므란티 (2016년)